# Sumitomo Electric Industries
Sumitomo Electric Industries, Ltd. (住友電気工業株式会社 Sumitomo Denki Kōgyō) er en japansk producent af elledninger og optiske fiberkabler. De har hovedkvarter i Osaka.
Virksomheden blev etableret i 1897, som en producent af kobberledninger. Sumitomo Electric har 400 datterselskaber og over 280.000 ansatte i over 30 lande.